# Liste der Naturdenkmäler in Wölfersheim
Die Liste der Naturdenkmäler in Wölfersheim nennt die auf dem Gebiet der Gemeinde Wölfersheim, im Wetteraukreis (Hessen), gelegenen Naturdenkmäler. Sie sind nach dem Hessischen Gesetz über Naturschutz und Landschaftspflege (Hessisches Naturschutzgesetz – HAGBNatSchG) § 12 geschützt und bei der unteren Naturschutzbehörde des Wetteraukreises eingetragen.
Alle vier Naturdenkmäler im Ortsteil Wölfersheim befinden sich im Nordwesten am Rande des Ortes und liegen in einem Radius von 250 m.
| Bild                                                       | Bezeichnung               | Ortsteil, Lage                                                      | Beschreibung | Art         | Nr.     |
| ---------------------------------------------------------- | ------------------------- | ------------------------------------------------------------------- | --- | ----------- | ------- |
| [[Datei:\|200x200px\|Eibe am Kirchplatz]] Fotos hochladen  | Eibe am Kirchplatz        | Södel, Flur 1, Flurstück 346/1 50° 23′ 42,8″ N, 8° 48′ 19,5″ O      | Sehr große alte Eibe südlich der Ev. Pfarrkirche (KD) am Kirchplatz. Zweiergruppe, nördlicher Baum. Schutzgrund: Seltenheit, Schönheit, ortsbildprägend. | Eibe        | 440.162 |
| [[Datei:\|200x200px\|Linde am Kirchplatz]] Fotos hochladen | Linde am Kirchplatz       | Södel, Flur 1, Flurstück 346/1 50° 23′ 42,4″ N, 8° 48′ 19,2″ O      | Alte Linde südlich der Ev. Pfarrkirche (KD) am Kirchplatz. Zweiergruppe, südlicher Baum. Schutzgrund: Schönheit, ortsbildprägend.                        | Linde       | 440.169 |
| [[Datei:\|200x200px\|Speierling]] Fotos hochladen          | Speierling                | Wölfersheim, Flur 1, Flurstück 386/3 50° 24′ 9,5″ N, 8° 48′ 27,5″ O | Speierling an der Wingertstraße in einer Parkanlage. Schutzgrund: Speierlinge als Naturdenkmal.                                                          | Speierling  | 440.243 |
| BW                                                         | 2 Eichen am tiefen Graben | Wölfersheim, Flur 18, Flurstück 115 50° 24′ 10,3″ N, 8° 48′ 19,4″ O | 2 alte Eichen an einer Hohlwegeböschung. Schutzgrund: Schönheit, Größe.                                                                                  | Eiche       | 440.163 |
| [[Datei:\|200x200px\|8 Esskastanien]] Fotos hochladen      | 8 Esskastanien            | Wölfersheim, Flur 1, Flurstück 386/3 50° 24′ 9″ N, 8° 48′ 29,1″ O   | 8 Esskastanien an der Wingertstraße in einer Parkanlage verteilt. Schutzgrund: Seltenheit, Schönheit.                                                    | Esskastanie | 440.165 |
| BW                                                         | Linde in der Bergstraße   | Wölfersheim, Flur 1, Flurstück 295/1 50° 24′ 6″ N, 8° 48′ 30,2″ O   | Winterlinde südlich der Bergstraße. Schutzgrund: Schönheit, ortsbildprägend.                                                                             | Winterlinde | 440.167 |